# Wiesen-Lieschgras
Das Wiesen-Lieschgras (Phleum pratense) ist eine Art aus der Gattung der Lieschgräser (Phleum) innerhalb der Familie der Süßgräser. Es wird auch als Timotheegras bezeichnet und ist im Handel außerdem oft als Vogel- oder Katzengras zu finden.

## Beschreibung

### Vegetative Merkmale
Das Wiesen-Lieschgras ist ein ausdauerndes, lockere Horste bildendes Gras. Es bildet selten Ausläufer. Die Wuchshöhe der hohlen, drehrunden, meist aufrechten Halme beträgt 30 bis 90 (bis 150) Zentimeter. Der Halm besitzt drei bis fünf Knoten und schmeckt süßlich. Die Knoten sind stark gerieft und kahl. Die Blattspreite ist hellblaugrün und wird drei bis 8 Millimeter breit und 6 bis 40 Zentimeter lang. Das Blatthäutchen (Ligula) an den oberen Blättern wird 5 Millimeter lang. 

### Generative Merkmale
Die Blütezeit reicht von Juni bis September. 
Das Wiesen-Lieschgras besitzt eine 8 bis 15 (bis 30) Zentimeter lange Scheinähre, die aufrecht oder schwach gebogen ist. Die einzelnen Ährchen sind einblütig und werden (mit Granne) 4,5 bis 5,5 Millimeter lang; sie sind weißlich-blaugrün, selten violett überlaufen. Die Hüllspelzen sind drei- bis fünf-nervig, 3 bis 3,5 Millimeter lang, stark gekielt und ihr Mittelnerv läuft in eine 1 bis 2 Millimeter lange, kurz behaarte Granne aus. Die Hüllspelzen sind im oberen Teil und an den Rändern bewimpert und auf dem Mittelnerv mit langen, steif abstehenden Haaren besetzt. Die Deckspelze ist 5- bis 7-nervig, 2 bis 2,5 Millimeter lang und zart häutig. Die Vorspelze ist zweinervig, lanzettlich und so lang wie die Deckspelze. Die Staubbeutel sind etwa 2 Millimeter lang.

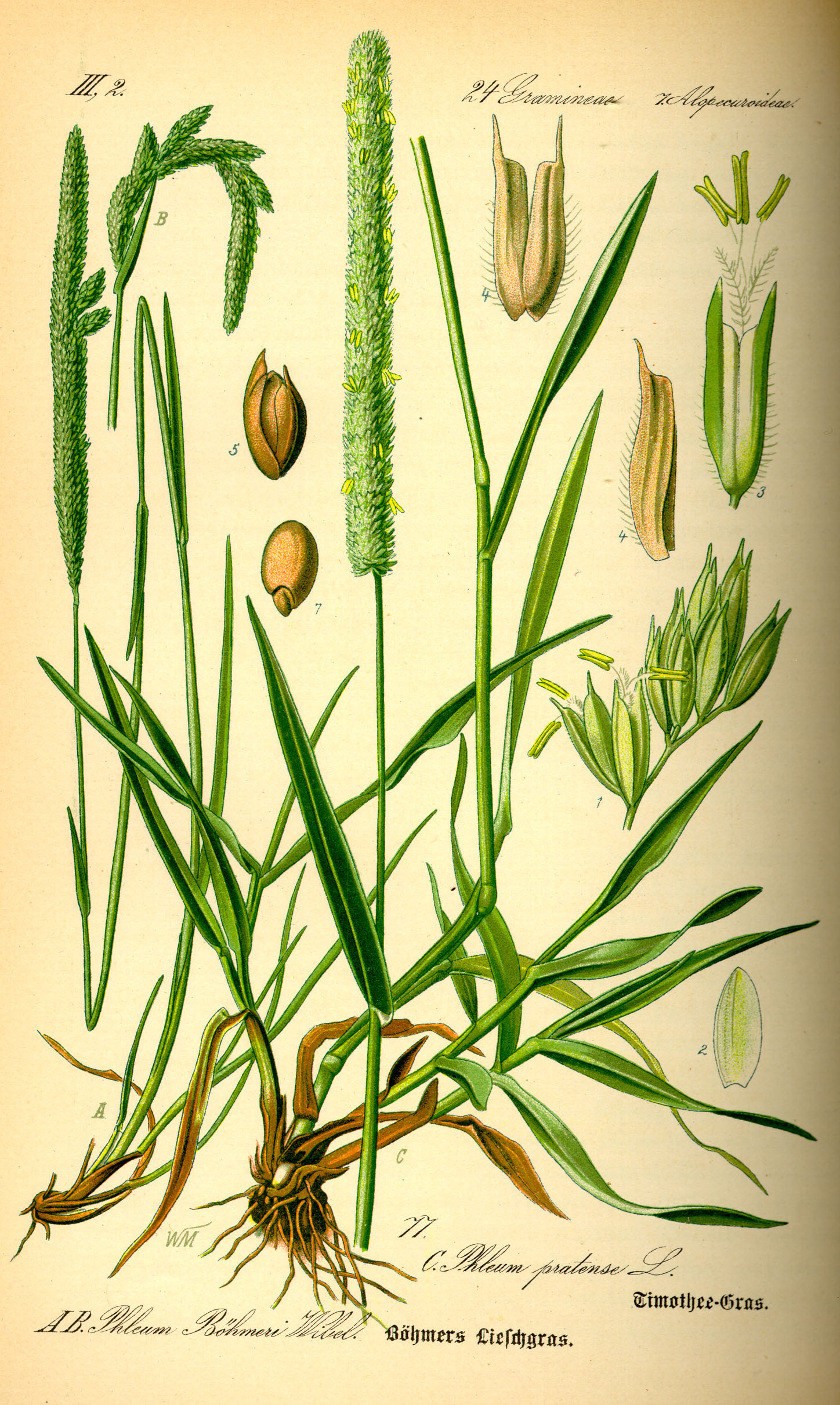
Illustration vom Wiesen-Lieschgras (Phleum pratense, rechts); links Phleum phleoides

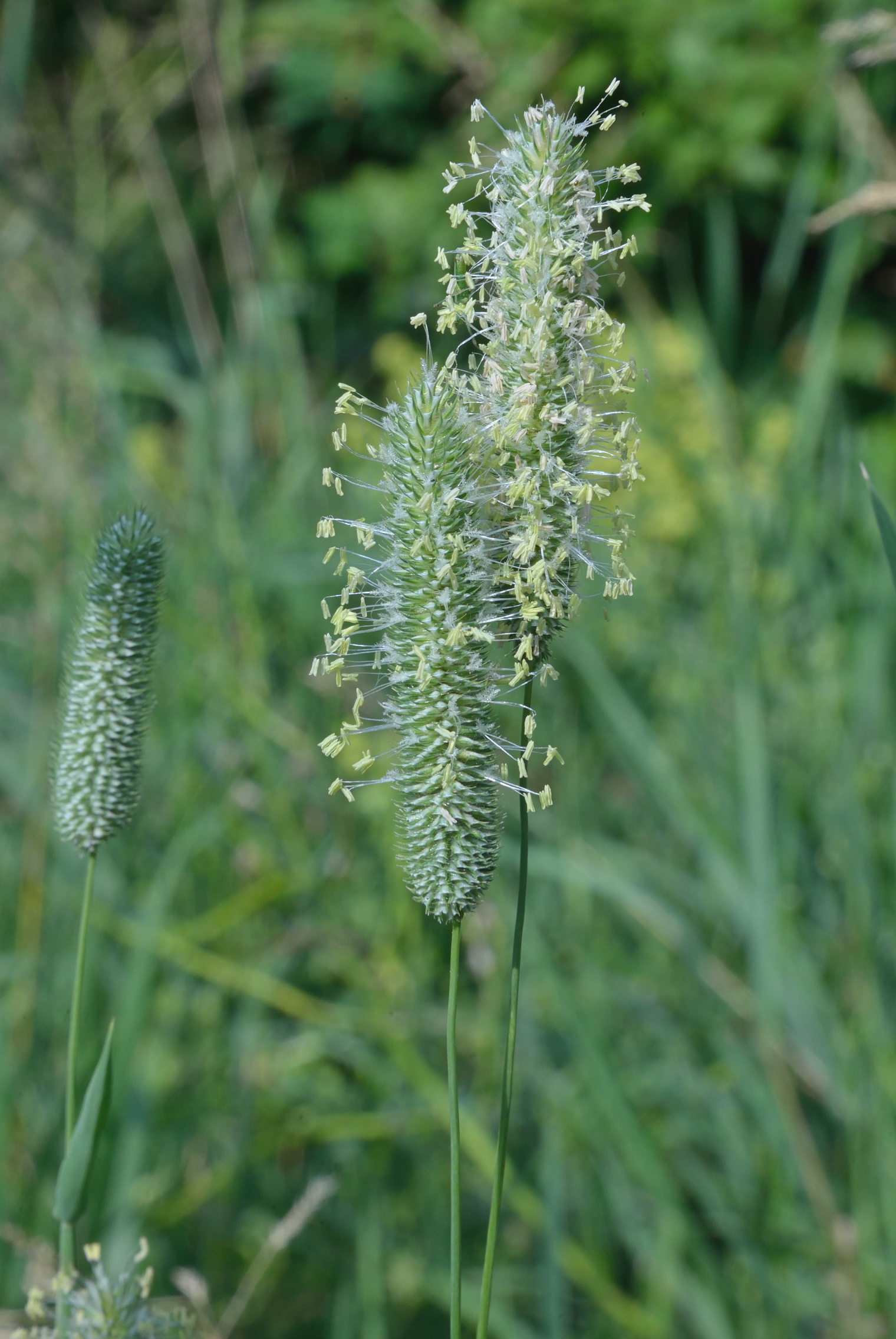
Wiesen-Lieschgras (Phleum pratense)

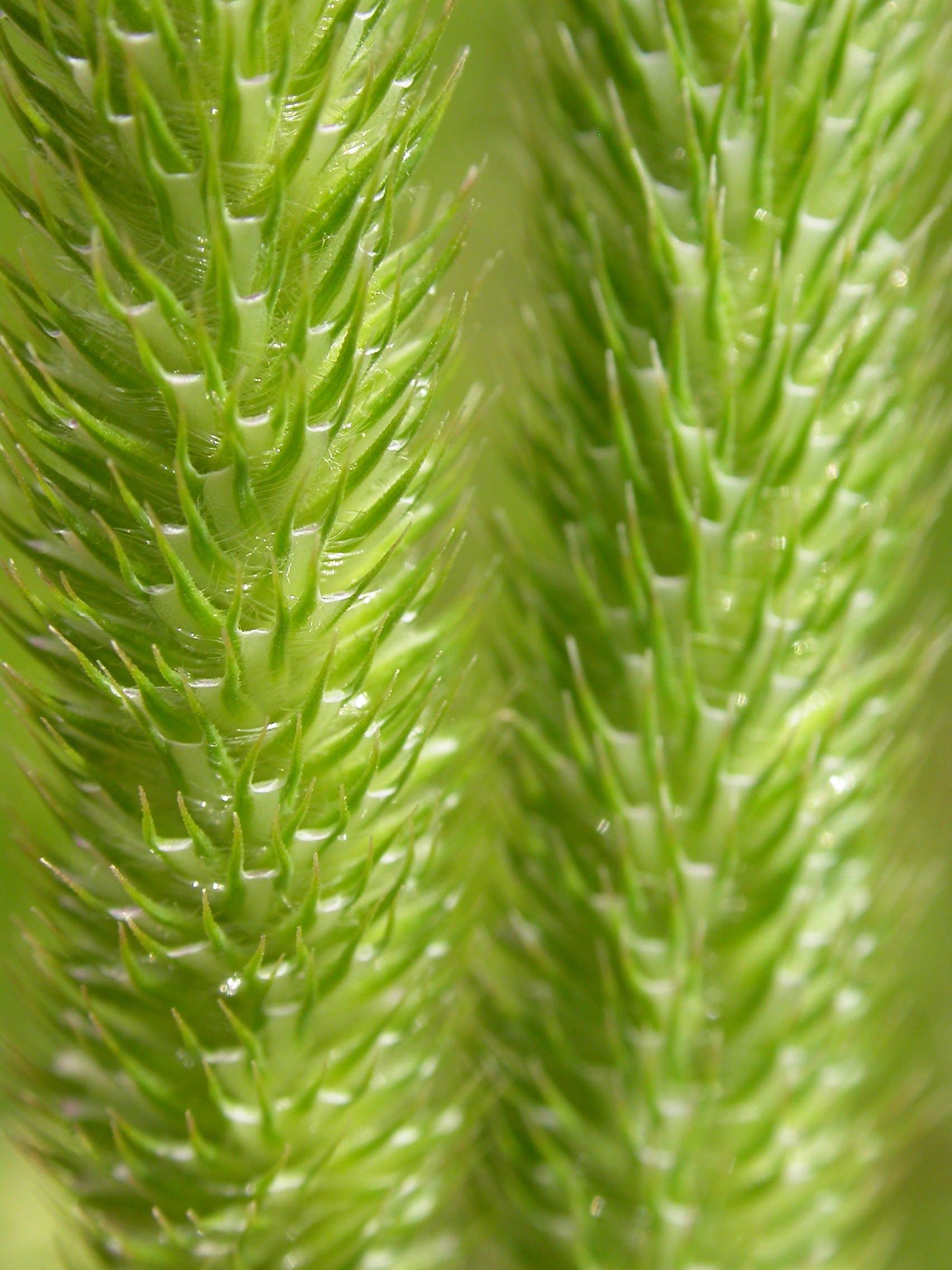
Blütenstand

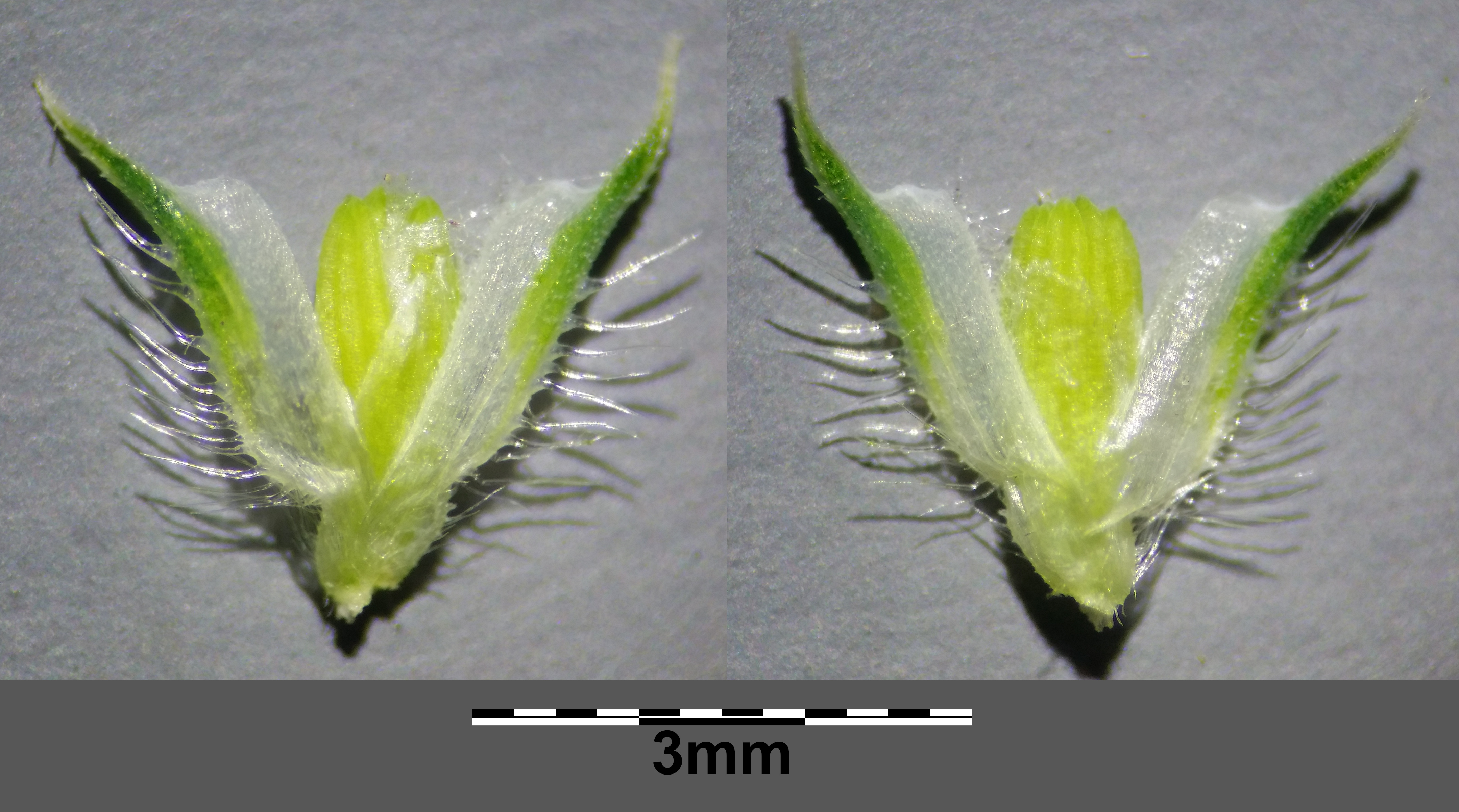
Ährchen

Chromosomenzahl: 2n = 42.

## Standortpräferenzen
Als Standort werden Wiesen, Weiden, Parkrasen und Wegränder bevorzugt, seltener auch Wälder und als Pionierpflanze in Unkrautgesellschaften (Ruderalstandorte). Das Wiesen-Lieschgras liebt nährstoffreiche, mäßig feuchte, mittelschwere bis schwere Böden.
Die ökologischen Zeigerwerte nach Landolt et al. 2010 sind in der Schweiz: Feuchtezahl F = 3w (mäßig feucht aber mäßig wechselnd), Lichtzahl L = 4 (hell), Reaktionszahl R = 3 (schwach sauer bis neutral), Temperaturzahl T = 3+ (unter-montan und ober-kollin), Nährstoffzahl N = 4 (nährstoffreich), Kontinentalitätszahl K = 3 (subozeanisch bis subkontinental).

## Verbreitung
Die Art kommt von Europa bis zum westlichen Himalaja und bis Sibirien vor; außerdem gedeiht sie auf den Azoren und in Marokko. In Ostasien und Amerika und anderen Ländern ist sie ein Neophyt. In Europa kommt es in fast allen Ländern vor und fehlt nur in Belgien, Lettland und Nordmazedonien. 
In Deutschland kommt die Art häufig vor und steigt im Schwarzwald bis auf 1490 Meter und in den Alpen meist bis auf 1950 Meter. In den Allgäuer Alpen steigt sie in Vorarlberg nahe dem Kanzelwandhaus bei Riezlern bis zu 2000 Metern Meereshöhe auf. Sie erreicht in Graubünden bei Travetsch 1900 Meter und im Tal Madris 1950 Meter Meereshöhe. In Österreich ist sie häufig in allen Bundesländern. Sie wird oft kultiviert.

## Ökologie
Das Wiesen-Lieschgras ist ein Hemikryptophyt, ein Horstgras und eine Langtagpflanze mit einer kritischen Tageslänge unter 12 Stunden.
Die Blüten sind windblütig vom „Langstaubfädigen Typ“. Das Ährchen ist einblütig und vorweiblich. Die Blütezeit reicht von Juni bis September.
Die Früchte sind Karyopsen, die gemeinsam mit den Hüllspelzen als Windstreuer ausgebreitet werden. Da die Hüllspelzen auf dem Rücken steifhaarig gewimpert sind, ermöglicht das auch eine Ausbreitung der Früchte als Kletthafter, Wasserhafter und Tierstreuer. Fruchtreife ist von August bis Oktober. Die Karyopsen sind Lichtkeimer.
Das trittunempfindliche Timotheegras ist Ordnungskennart der Fettwiesen und Weißklee-Weiden (Arrhenatheretalia).
Es handelt sich bei dieser Art um ein wichtiges Obergras im Feldfutterbau, sie liefert hochwertiges, sehr winterhartes Futtergras, das jedoch früh verholzt. Solange es jung ist, wird es vom Vieh gerne gefressen. Das Heu ist schwer und nährstoffreich. Es eignet sich am besten zur Aussaat mit Wiesen-Klee und Schweden-Klee.
Es ist gegen nasskalte, schwere Böden unempfindlich und wird zur Bebauung von entwässerten Mooren genutzt. Gegen Dürre und Überschattung ist es jedoch empfindlich.
Das Wiesen-Lieschgras gehört zu den bevorzugten Wirtspflanzen des Lieschgrasrüsslers, eines Rüsselkäfers.

## Taxonomie und Systematik
Das Wiesen-Lieschgras wurde 1753 durch Carl von Linné in Species Plantarum Tomus I, S. 59 als Phleum pratense erstbeschrieben. 
Man kann in Europa zwei Unterarten unterscheiden:
- Phleum pratense subsp. brachystachyum (Salis) Gamisans (Syn.: Phleum pratense var. brachystachyum Salis): Sie kommt in Korsika vor.[4]
- Phleum pratense subsp. pratense.

## Sonstiges

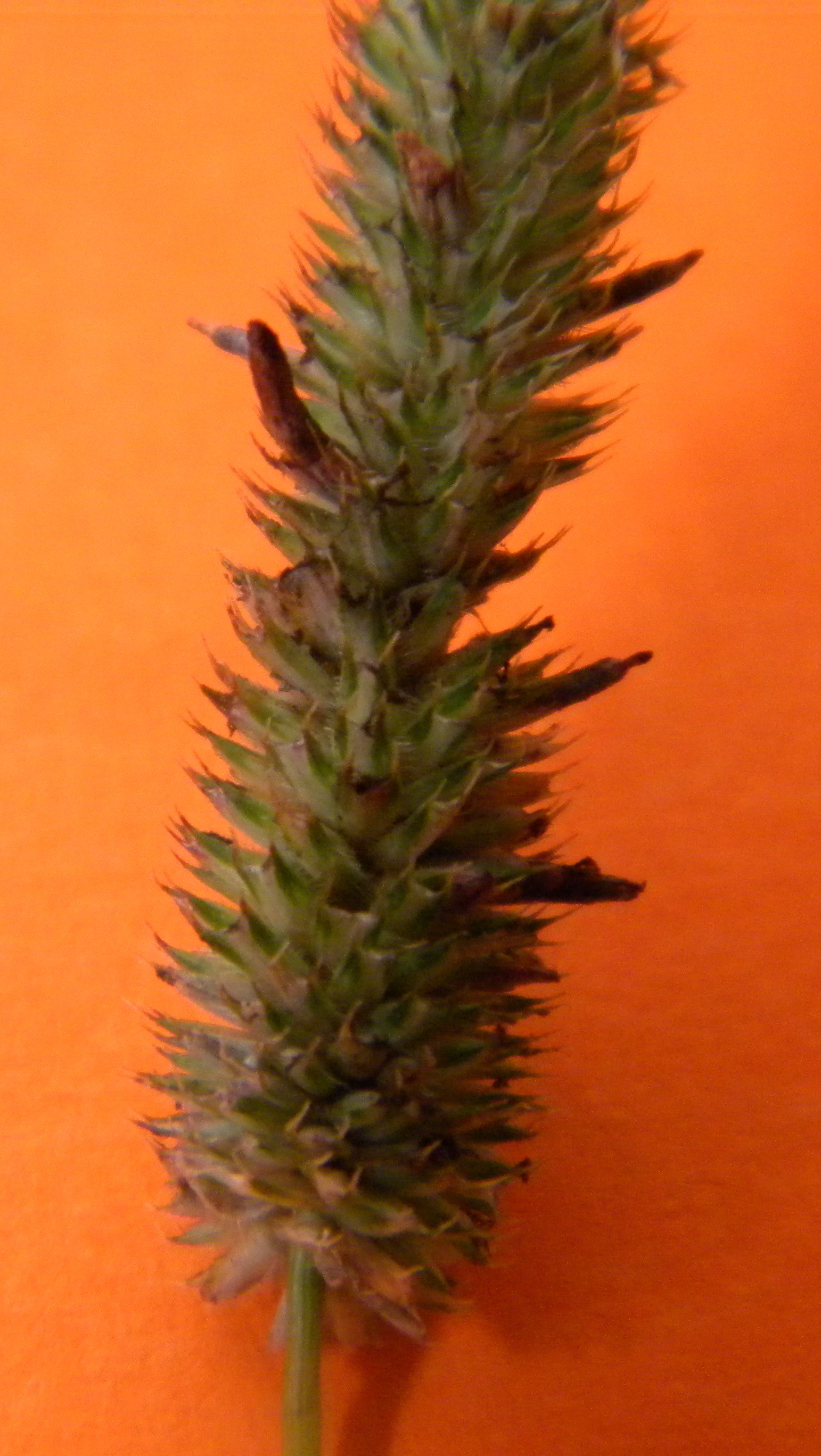
Wiesen-Lieschgras-Ähre mit Mutterkorn

Der Name „Timotheegras“ stammt von Timothy Hanson, einem amerikanischen Farmer, der das Gras zunächst um 1720 in den USA als Futterpflanze populär machte. Später (um 1765) wurde es aus Amerika nach England gebracht. Von dort gelangte das Timotheegras dann unter diesem Namen auch nach Deutschland. Damals war man der Auffassung, dass das Wiesen-Lieschgras eine amerikanische Pflanze sei, tatsächlich stammt es aber wohl ursprünglich aus Eurasien und wurde, nachdem Hanson es als Futterpflanze entdeckt hatte, nur „reimportiert“.
Neben Roggen und Englischem Raygras sind auch die Pollen des Wiesen-Lieschgrases mit dem Allergen Phl p 5 hauptsächlich für den Heuschnupfen verantwortlich. Seit November 2006 ist ein Medikament zur spezifischen Immuntherapie verfügbar, das Allergene ausschließlich aus den Gräserpollen des Wiesen-Lieschgrases enthält. Es war das erste Medikament zur Allergie-Impfung in Tablettenform überhaupt, wirksam allerdings nur bei einer spezifischen Gräser-Allergie.
Das Wiesen-Lieschgras wird manchmal vom Mutterkornpilz, einem Schlauchpilz aus der Gattung der Mutterkornpilze, befallen, was an Mutterkorn zu erkennen ist.